# Otto Willi Gail
Pour les articles homonymes, voir Gail.
Œuvres principales
- Un voyage dans la Lune

Otto Willi Gail, né le 18 juillet 1896 à Gunzenhausen en royaume de Bavière et décédé le 29 mars 1956  à Munich, est un journaliste scientifique et un auteur de science-fiction allemand.

## Biographie
Otto Willi Gail étudie l'électrotechnique et la physique à l'Université technique de Munich. 
En plus de son travail pour la presse et la radio, il écrit des ouvrages techniques sur la physique, l'astronomie et les voyages spatiaux. Otto Willi Gail écrit également des romans d'anticipation afin d'intéresser la jeunesse à la technique. Par ses contacts permanents avec les pionniers allemands du voyage spatial de l'époque, Max Valier et Hermann Oberth, ses romans se distinguent par une grande érudition et une grande attention portée aux détails techniques. Nombre de ses romans furent traduits en anglais et eurent une grande influence sur la littérature utopique. 
Un seul de ses romans fut traduit en français en 1930: Un voyage dans la Lune.

## Œuvres

### Romans
- Der Schuß ins All, 1925 (L'Envol dans l'espace) ;
- Der Stein vom Mond, 1926 (La Pierre de Lune) ;
- Hans Hards Mondfahrt, 1928 (Un voyage dans la Lune) ;
- Die blaue Kugel, 1929 (La Sphère bleue) ;
- Der Herr der Wellen, 1949 (Le Maître des ondes).